# N-324
La N-324 era una carretera nacional española que anteriormente comunicaba las provincias de Córdoba y Almería atravesando las de Jaén y Granada. 
La N-324 nacía en la antigua N-IV (Madrid - Cádiz) (actual N-IVa), al lado del pueblo de El Carpio (Córdoba), siguiendo el trazado de la actual A-306 (El Carpio - Torredonjimeno) hasta llegar a Torredonjimeno. Desde Torredonjimeno hasta el actual enlace 59 de la A-44 no existía (ya que estaba sobrepuesta a la antigua N-321 hasta la ciudad de Jaén y a la antigua N-323 a partir de ésta hacia el sur). Desde el enlace 59 de la A-44 seguía hasta la actual A-92 vía Cambil, Huelma, Guadahortuna, Torre-Cardela, Morelábor y Darro siguiendo el trazado de las actuales A-324, A-401 (parte de ella) y A-308 (parte de ella) respectivamente.
Entre el actual enlace 282 de la A-92 y Guadix, no existía porque iba sobrepuesta a la antigua carretera N-342 (hoy A-92). En la rotonda de la Avenida Mariana Pineda de Guadix se separaba de la N-342, tomando ésta dirección norte hacia Baza (actualmente A-92N), mientras que la N-324 se dirigía hacia el este por la Avenida Medina Olmos, aproximándose a los núcleos de Exfiliana y Alcudia de Guadix (hoy A-4101 y A-4102).
Entre las salidas 307 y 321 no existe, ya que su trazado ha sido aprovechado por la A-92, volviendo a ser independiente para acceder a Huéneja; al salir de esta localidad, queda la antigua carretera como vía de servicio eventualmente cortada por el trazado de la autovía, aun así sigue siendo visible el mismo al lado derecho de la Mojaquera que indica la llegada a la provincia de Almería; poco después dicha vía de servicio se convierte en la A-1176 entre Fiñana y Abla, recorriendo la travesía de este último pueblo bajo el nombre de A-92R2. Una vez fuera de Abla, la antigua N-324 toma el nombre de A-1177 en dirección Ocaña y Doña María, capital del municipio de Las Tres Villas, y una vez atravesados ambos lugares, llega a un carril de incorporación de la A-92 sentido Almería, donde vuelve a ser una vía sin nomenclatura que se conserva en buen estado salvo una parte donde es absorbida abruptamente por la autovía de Andalucía. Una vez recuperada su trayectoria, sigue su camino dando acceso a Nacimiento, ya con dirección Gérgal y Alboloduy. 
Poco después, queda dividida en la AL-3407 (tramo antiguo o N-324.ª) y la A-1075 (N-324), llegando a conectar de nuevo pasado el pueblo de Alhabia. Llega a las proximidades de Alhama de Almería, donde toma dirección Santa Fe de Mondújar y Gádor, pasando al lado del yacimiento arqueológico de Los Millares; atraviesa la localidad de Gádor hasta llegar a la antigua C-332 (actual A-348), con la cual coincide durante 1 km antes de su final en la localidad de Benahadux, a partir de la cual se dirige hacia el suroeste compartiendo trazado con la N-340.
Atraviesa el centro de Huércal de Almería para entrar a la ciudad de Almería por el norte, descendiendo Carretera de Ronda hasta la rotonda de la Estación Intermodal, lugar exacto donde acaba el recorrido de la N-324, a la par que el de la N-340 sigue hacia el oeste en sentido Málaga y nace el de la N-344 en sentido Murcia.

## La N-324 actualmente
Actualmente sólo quedan algunos tramos paralelos a la A-92 ya que la mayoría de su recorrido ha sido transferido a la Junta de Andalucía o a los entes administrativos locales, todo esto debido a la reestructuración de la red viaria en Andalucía, o ha sido desdoblado como autovía. Anteriormente tenía una longitud de 290 km , aunque actualmente ya no los tiene.
Por ejemplo, aún existe un tramo de la antigua N-324, con su nombre original, entre el enlace 353 de la A-92 y Benahadux. Existe, además, otro tramo que cruza los núcleos urbanos de Guadix, Exfiliana y Alcudia de Guadix (al este de la actual A-92).
En la entrada del pueblo de Gádor aún se conserva el cartel de travesía de la localidad sobre el cual aparece el cajón rojo con la nomenclatura de la antigua carretera, así como un mojón kilométrico indicando el PK. 318 en la avenida principal.